# غريغ موريسون
غريغ موريسون هو ملحن كندي، ولد في 1965.

## وصلات خارجية
- غريغ موريسون على موقع IMDb (الإنجليزية)
- غريغ موريسون على موقع ميوزك برينز (الإنجليزية)
- غريغ موريسون على موقع قاعدة بيانات برودواي على الإنترنت (الإنجليزية)